# Tigres B
El Club de Fútbol Tigres de la Universidad Autónoma de Nuevo León "B", o simplemente Tigres de la UANL "B", fue un equipo de fútbol mexicano que participaba en la Primera División 'A'. Era la filial de los Tigres de la UANL, equipo de la Primera División de México.

## Historia
El equipo se fundó en 2007 para participar en la Primera División 'A' como filial de Tigres, pero solo estuvo durante dos años en la división de plata y entonces desaparecieron cuando la liga sufrió cambios y pasó de llamarse de Primera División 'A' a Liga de Ascenso.